# Orthotrichum
Orthotrichum es un género de musgos hepáticas perteneciente a la familia Orthotrichaceae. Comprende 611 especies descritas y de estas, solo 85 aceptadas:

## Taxonomía
El género fue descrito por Johannes Hedwig y publicado en Species Muscorum Frondosorum 162–163. 1801.

## Especies seleccionadas
- Orthotrichum crassifolium Hook.f. & Wilson
- Orthotrichum scanicum Grönvall
- Orthotrichum truncato-dentatum C. Muell.